# Crosshaven
Crosshaven (in irlandese: Bun an Tábhairne) è una cittadina nella contea di Cork, in Irlanda.
A nord di Crosshaven si trova Spike Island con la sua fortezza.

## Amministrazione

### Gemellaggi
- Pleumeur-Bodou, dal 1992